# Jesús Fraile
Jesús Fraile Moreno (Talavera de la Reina, 8 de junio de 1964) es un deportista español que compitió en bochas adaptadas. Ganó cuatro medallas en los Juegos Paralímpicos de Verano en los años 1996 y 2000.

## Palmarés internacional
| Juegos Paralímpicos | Juegos Paralímpicos      | Juegos Paralímpicos | Juegos Paralímpicos  |
| Año                 | Lugar                    | Medalla             | Prueba               |
| ------------------- | ------------------------ | ------------------- | -------------------- |
| 1996                | Atlanta (Estados Unidos) | Medalla de oro      | Equipo C1-C2 mixto   |
| 1996                | Atlanta (Estados Unidos) | Medalla de bronce   | Individual C2 mixto  |
| 2000                | Sídney (Australia)       | Medalla de plata    | Equipo BC1-BC2 mixto |
| 2000                | Sídney (Australia)       | Medalla de bronce   | Individual BC2 mixto |